# 柯丝蒂·德沃德
柯丝蒂·德沃德（英語：Kirsty Durward，1958年或1959年—2020年9月13日），新西兰前女子竞技体操运动员。她曾代表新西兰参加1978年英联邦运动会竞技体操比赛，获得女子团体全能铜牌和女子个人全能第10名。